# Стовпчаста окремість

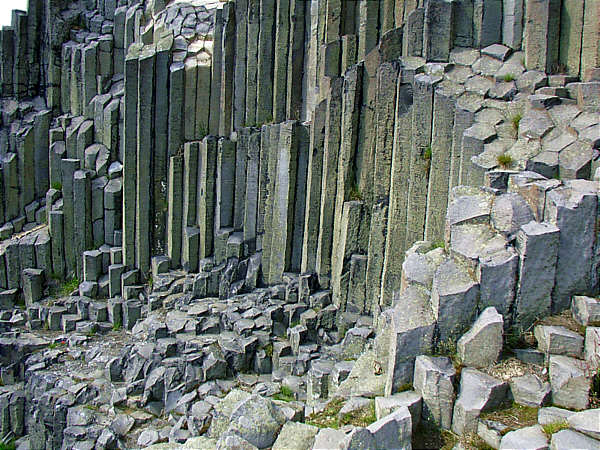
Характерна стовпчаста окремість базальту.

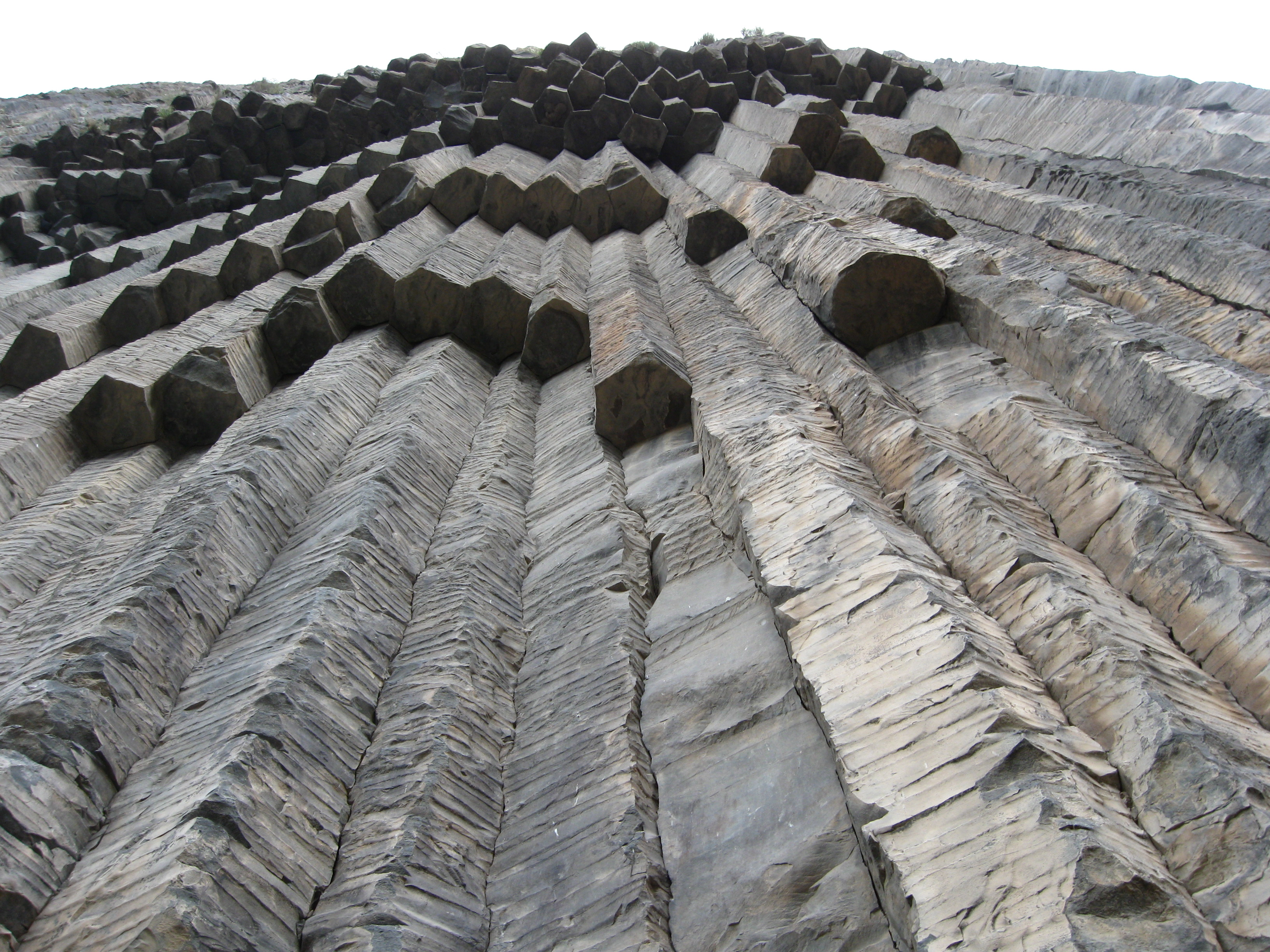
Базальтова окремість, Вірменія. Ущелина Гарні.

Окремість стовпчаста (рос. отдельность столбчатая, англ. columnar jointing, prismatic jointing, basaltic jointing; нім. Säulenabsonderung f, prismatische Absonderung f) — паралельні, частіше за все п'яти- або шестигранні, призматичні стовпи в базальтових лавах та в інших ефузивних та інтрузивних породах. Утворюються в результаті стиснення під час застигання лави.
Син. — окремість призматична.